# Włodzimierz Habel
Włodzimierz Habel (ur. w 1942, zm. w 1981 w Berlinie Zachodnim) – polski artysta fotograf, uhonorowany tytułem Artiste FIAP (AFIAP). Członek Związku Polskich Artystów Fotografików. Członek rzeczywisty Okręgu Gdańskiego Związku Polskich Artystów Plastyków.

## Życiorys
Włodzimierz Habel jest absolwentem Państwowej Wyższej Szkoły Sztuk Plastycznych w Poznaniu, obecnej (od 1996 roku) Akademii Sztuk Pięknych w Poznaniu. Szczególne miejsce w twórczości Włodzimierza Habla zajmuje m.in. fotografia aktu wykonywana w dawnych technikach szlachetnych, takich jak „guma” oraz „serigrafia”. Był mentorem, nauczycielem fotografii na Politechnice Gdańskiej oraz w Wyższej Szkole Sztuk Plastycznych w Gdańsku. W 1968 roku został członkiem Związku Polskich Artystów Plastyków. W 1972 roku został przyjęty w poczet członków rzeczywistych Okręgu Gdańskiego Związku Polskich Artystów Fotografików. 
Włodzimierz Habel jest autorem i współautorem wielu wystaw fotograficznych; indywidualnych, zbiorowych, poplenerowych, pokonkursowych. Jego fotografie były prezentowane m.in. w Budapeszcie, Essen, Frankfurcie, Hanowerze, Meksyku. Brał aktywny udział w Międzynarodowych Salonach Fotograficznych, organizowanych m.in. pod patronatem FIAP, zdobywając wiele medali, nagród, wyróżnień, dyplomów, listów gratulacyjnych. Pokłosiem udziału w Międzynarodowych Salonach Fotograficznych (pod patronatem FIAP) było przyznanie Włodzimierzowi Hablowi tytułu honorowego Artiste FIAP (AFIAP) przez Międzynarodową Federację Sztuki Fotograficznej FIAP, obecnie z siedzibą w Luksemburgu. 
Po jego niespodziewanej i tragicznej śmierci w Berlinie Zachodnim, rodzina Włodzimierza Habla zniszczyła zdecydowaną większość jego dorobku artystycznego, dlatego tylko nieliczne prace artysty znajdują się w zbiorach m.in. Muzeum Narodowego w Szczecinie oraz Muzeum Narodowego w Krakowie.

## Wybrane wystawy
- Ogólnopolska Wystawa Fotografii Abstrakcyjnej w Zielonej Górze
- V Międzynarodowe Biennale Grafiki w Krakowie
- Salon Fotografii Polskiej Złocisty Jantar 74
- Foto Fuji Salon w Tokio;
- London Salon Royal Photographic Society

Źródło